# Hnutí 4B
4B neboli „čtyři ne“ je radikální feministické hnutí, které se objevilo v Jižní Koreji v polovině roku 2010 na Twitteru. Název odkazuje na čtyři definující pravidla, která všechna začínají korejským termínem bi, což znamená „ne“.

## Principy
Čtyři základní principy hnutí 4B jsou:
- ne sexu s muži (korejsky 비섹스 biseks),
- ne rození dětí (비출산 bičchulsan),
- ne randění s muži (비연애 bijonä),
- ne manželství s muži (비혼 bihon).